# Urvillea paucidentata
Urvillea paucidentata är en kinesträdsväxtart som beskrevs av M.S. Ferrucci. Urvillea paucidentata ingår i släktet Urvillea och familjen kinesträdsväxter. Inga underarter finns listade i Catalogue of Life.